# Sous-secrétaire d'État aux Affaires étrangères
Cet article concerne Cet article porte sur un rôle ministériel subalterne au ministère britannique des Affaires étrangères et du Commonwealth. Pour le haut fonctionnaire de ce département, voir. Pour Sous-Secrétaire d'État permanent aux Affaires étrangères, voir Sous-secrétaire d'État aux Affaires étrangères (homonymie).
Le sous-secrétaire d'État parlementaire aux Affaires étrangères occupe un poste subalterne au sein du gouvernement britannique depuis 1782, subordonné à la fois au secrétaire d'État des Affaires étrangères est depuis 1945, également au ministre d'État aux Affaires étrangères.

## Sous-secrétaires d'État parlementaires aux Affaires étrangères, 1782–1968
| Nom             | Nom                       | Portrait           | Mandat            | Mandat            | Parti Politique | P.M.               | P.M.                                    | F.Sec.                                          |
| --------------- | ------------------------- | ------------------ | ----------------- | ----------------- | --------------- | ------------------ | --------------------------------------- | ----------------------------------------------- |
|                 | William Fraser            |                    | 1782              | 1789              |                 |                    |                                         |                                                 |
|                 | Richard Brinsley Sheridan |                    | 1782              | 1782              | Whig            |                    | Watson-Wentworth                        | Fox                                             |
|                 | George Maddison           |                    | 1782              | 1783              | Whig            |                    | FitzMaurice                             | Robinson                                        |
|                 | George Maddison           | Cavendish-Bentinck | 1782              | 1783              | Whig            | Fox                |                                         |                                                 |
|                 | St Andrew St John         |                    | 1783              | 1789              |                 |                    | Pitt le Jeune                           | Nugent-Temple-Grenville                         |
| Osborne         | St Andrew St John         |                    | 1783              | 1789              |                 |                    | Pitt le Jeune                           |                                                 |
|                 | Dudley Ryder              |                    | 1789              | 1789              | Tory            |                    | Pitt le Jeune                           |                                                 |
|                 | James Burges              |                    | 1789              | janvier 1796      |                 |                    | Pitt le Jeune                           |                                                 |
| Grenville       | James Burges              |                    | 1789              | janvier 1796      |                 |                    | Pitt le Jeune                           |                                                 |
|                 | George Canning            |                    | janvier 1796      | avril 1799        | Tory            |                    | Pitt le Jeune                           |                                                 |
|                 | John Hookham Frere        |                    | avril 1799        | septembre 1800    |                 |                    | Pitt le Jeune                           |                                                 |
|                 | Edward Fisher             |                    | septembre 1800    | février 1801      |                 |                    | Pitt le Jeune                           |                                                 |
|                 | Frederick Hervey          |                    | février 1801      | novembre 1803     |                 | Addington          | Hawkesbury                              |                                                 |
|                 | Charles Arbuthnot         |                    | novembre 1803     | juin 1804         | Tory            | Addington          | Hawkesbury                              |                                                 |
|                 | William Eliot             |                    | juin 1804         | février 1805      | Tory            |                    | Pitt le Jeune                           | Ryder                                           |
|                 | Robert Ward               |                    | février 1805      | février 1806      | Tory            | Phipps             | Pitt le Jeune                           |                                                 |
|                 | George Walpole            |                    | février 1806      | mars 1807         |                 |                    | Grenville                               | Fox                                             |
| Vicomte Howick  | George Walpole            |                    | février 1806      | mars 1807         |                 |                    | Grenville                               |                                                 |
|                 | Francis Vincent           |                    | février 1806      | mars 1807         |                 | Cavendish-Bentinck | Canning                                 |                                                 |
|                 | James Harris              |                    | mars 1807         | août 1807         |                 | Cavendish-Bentinck | Canning                                 |                                                 |
|                 | Charles Bagot             |                    | août 1807         | Décembre 1809     |                 | Cavendish-Bentinck | Canning                                 |                                                 |
|                 | Charles Bagot             | Perceval           | août 1807         | Décembre 1809     | Bathurst        |                    |                                         |                                                 |
|                 | Culling Charles Smith     | Perceval           |                   | décembre 1809     | février 1812    | Wellesley          |                                         |                                                 |
|                 | Edward Cooke              | Perceval           |                   | février 1812      | 1817            | Wellesley          |                                         |                                                 |
|                 | Edward Cooke              | Jenkinson          | Stewart           | février 1812      | 1817            |                    |                                         |                                                 |
|                 | Joseph Planta             | Jenkinson          | Stewart           |                   | 25 juillet 1817 | 22 janvier 1822    | Tory                                    |                                                 |
|                 | Richard Meade             | Jenkinson          | Stewart           |                   | janvier 1822    | janvier 1823       |                                         |                                                 |
| Canning         | Richard Meade             | Jenkinson          |                   |                   | janvier 1822    | janvier 1823       |                                         |                                                 |
|                 | Francis Conyngham         | Jenkinson          |                   | janvier 1823      | Janvier 1826    | Tory               |                                         |                                                 |
|                 | Charles Ellis             | Jenkinson          |                   | juillet 1824      | juin 1828       | Tory               |                                         |                                                 |
| Ward            | Charles Ellis             | Jenkinson          |                   | juillet 1824      | juin 1828       | Tory               |                                         |                                                 |
|                 | Ulick de Burgh            | Jenkinson          |                   | janvier 1826      | 1827            | Tory               |                                         |                                                 |
|                 | Cospatrick Douglas-Home   |                    | juin 1828         | novembre 1830     |                 | Tory               | Wellesley de Wellington                 |                                                 |
| Hamilton-Gordon | Cospatrick Douglas-Home   |                    | juin 1828         | novembre 1830     |                 | Tory               | Wellesley de Wellington                 |                                                 |
|                 | George Shee               |                    | 26 novembre 1830  | 13 novembre 1834  | Whig            |                    | Grey                                    | John Temple                                     |
|                 | George Shee               | Lamb               | 26 novembre 1830  | 13 novembre 1834  | Whig            |                    |                                         | John Temple                                     |
|                 | George Cowper             |                    | 13 novembre 1834  | 17 décembre 1834  | Whig            |                    | Wellesley de Wellington                 | Wellesley de Wellington                         |
|                 | Philip Stanhope           |                    | 17 décembre 1834  | 18 avril 1835     | Conservateur    |                    | Peel                                    | Wellesley de Wellington                         |
|                 | William Fox-Strangways    |                    | 18 avril 1835     | 7 mars 1840       | Whig            |                    | Lamb                                    | John Temple                                     |
|                 | Granville Leveson-Gower   |                    | 7 mars 1840       | 4 septembre 1841  | Whig            |                    | Lamb                                    | John Temple                                     |
|                 | Charles Canning           |                    | 4 septembre 1841  | 27 janvier 1846   | Conservateur    |                    | Peel                                    | Hamilton-Gordon                                 |
|                 | George Smythe             |                    | 27 janvier 1846   | 6 juillet 1846    | Conservateur    |                    | Peel                                    | Hamilton-Gordon                                 |
|                 | Edward Stanley            |                    | 6 juillet 1846    | 12 février 1852   | Whig            |                    | Russell                                 | John Temple                                     |
| Comte Granville | Edward Stanley            |                    | 6 juillet 1846    | 12 février 1852   | Whig            |                    | Russell                                 |                                                 |
|                 | Austen Henry Layard       |                    | 12 février 1852   | 18 mai 1852       | Whig            |                    | Russell                                 |                                                 |
|                 | Edward Stanley            |                    | 18 mai 1852       | 28 décembre 1852  | Conservateur    |                    | Smith-Stanley                           | Harris                                          |
|                 | John Wodehouse            |                    | 28 décembre 1852  | 5 juillet 1856    | Whig            |                    | Hamilton-Gordon                         | Russell                                         |
| Villiers        | John Wodehouse            |                    | 28 décembre 1852  | 5 juillet 1856    | Whig            |                    | Hamilton-Gordon                         |                                                 |
|                 | Henry Petty-Fitzmaurice   |                    | 5 juillet 1856    | 26 février 1858   | Whig            |                    | John Temple                             |                                                 |
|                 | William Vesey-FitzGerald  |                    | 26 février 1858   | 19 juin 1859      | Conservateur    |                    | Smith-Stanley                           | Harris                                          |
|                 | John Wodehouse            |                    | 19 juin 1859      | 15 août 1861      | Libéral         |                    | John Temple                             | Russel                                          |
|                 | Austen Henry Layard       |                    | 15 août 1861      | 6 juillet 1866    | Libéral         |                    | John Temple                             | Russel                                          |
|                 | Austen Henry Layard       | Russell            | 15 août 1861      | 6 juillet 1866    | Libéral         | Villiers           |                                         |                                                 |
|                 | Edward Egerton            |                    | 6 juillet 1866    | 12 décembre 1868  | Conservateur    |                    | Smith-Stanley                           | Stanley                                         |
|                 | Edward Egerton            | Disraeli           | 6 juillet 1866    | 12 décembre 1868  | Conservateur    |                    |                                         | Stanley                                         |
|                 | Arthur Otway              |                    | 12 décembre 1868  | 9 janvier 1871    | Libéral         |                    | Gladstone                               | Villiers                                        |
| Leveson-Gower   | Arthur Otway              |                    | 12 décembre 1868  | 9 janvier 1871    | Libéral         |                    | Gladstone                               |                                                 |
|                 | Byng                      |                    | 9 janvier 1871    | 23 février 1874   | Libéral         |                    | Gladstone                               |                                                 |
|                 | Robert Bourke             |                    | 23 février 1874   | 28 avril 1880     | Conservateur    |                    | Disraeli                                | Stanley                                         |
| Gascoyne-Cecil  | Robert Bourke             |                    | 23 février 1874   | 28 avril 1880     | Conservateur    |                    | Disraeli                                |                                                 |
|                 | Charles Dilke             |                    | 28 avril 1880     | 1er janvier 1883  | Libéral         |                    | Gladstone                               | Leveson-Gower                                   |
|                 | Edmond Fitzmaurice        |                    | 1er janvier 1883  | 25 juin 1885      | Libéral         |                    | Gladstone                               | Leveson-Gower                                   |
|                 | Robert Bourke             |                    | 25 juin 1885      | 28 janvier 1886   | Conservateur    |                    | Gascoyne-Cecil                          | Gascoyne-Cecil                                  |
|                 | James Bryce               |                    | 7 février 1886    | 20 juillet 1886   | Libéral         |                    | Gladstone                               | Primrose                                        |
|                 | James Fergusson           |                    | 4 août 1886       | 22 septembre 1891 | Conservateur    |                    | Gascoyne-Cecil                          | Northcote                                       |
| Gascoyne-Cecil  | James Fergusson           |                    | 4 août 1886       | 22 septembre 1891 | Conservateur    |                    | Gascoyne-Cecil                          |                                                 |
|                 | James Lowther             |                    | 22 septembre 1891 | 18 août 1892      | Conservateur    |                    | Gascoyne-Cecil                          |                                                 |
|                 | Edward Grey               |                    | 18 août 1892      | 20 juin 1895      | Libéral         |                    | Gladstone                               | Archibald Primrose                              |
|                 | Edward Grey               | Archibald Primrose | 18 août 1892      | 20 juin 1895      | Libéral         |                    |                                         | Archibald Primrose                              |
| Wodehouse       | Edward Grey               |                    | 18 août 1892      | 20 juin 1895      | Libéral         |                    |                                         |                                                 |
|                 | George Curzon             |                    | 20 juin 1895      | 15 octobre 1898   | Conservateur    |                    | Gascoyne-Cecil                          | Gascoyne-Cecil                                  |
|                 | St John Brodrick          |                    | 15 octobre 1898   | 12 novembre 1900  | Conservateur    |                    | Gascoyne-Cecil                          | Gascoyne-Cecil                                  |
|                 | James Gascoyne-Cecil      |                    | 12 novembre 1900  | 9 octobre 1903    | Conservateur    | Petty-Fitzmaurice  | Gascoyne-Cecil                          |                                                 |
|                 | James Gascoyne-Cecil      | Balfour            | 12 novembre 1900  | 9 octobre 1903    | Conservateur    | Petty-Fitzmaurice  |                                         |                                                 |
|                 | Henry Percy               |                    | 9 octobre 1903    | 18 décembre 1905  | Conservateur    | Petty-Fitzmaurice  |                                         |                                                 |
|                 | Edmond Fitzmaurice        |                    | 18 décembre 1905  | 19 octobre 1908   | Libéral         |                    | Campbell-Bannerman                      | Grey                                            |
|                 | Edmond Fitzmaurice        | Asquith            | 18 décembre 1905  | 19 octobre 1908   | Libéral         |                    |                                         | Grey                                            |
|                 | McKinnon Wood             |                    | 19 octobre 1908   | 23 octobre 1911   | Libéral         |                    |                                         | Grey                                            |
|                 | Francis Dyke Acland       |                    | 23 octobre 1911   | 4 février 1915    | Libéral         |                    |                                         | Grey                                            |
|                 | Neil Primrose             |                    | 4 février 1915    | 30 mai 1915       | Libéral         |                    |                                         | Grey                                            |
|                 | Robert Cecil              |                    | 30 mai 1915       | 10 janvier 1919   | Libéral         |                    |                                         | Grey                                            |
|                 | Robert Cecil              |                    | 30 mai 1915       | 10 janvier 1919   | Libéral         | Lloyd George       | Balfour                                 |                                                 |
|                 | Cecil Harmsworth          |                    | 10 janvier 1919   | 31 octobre 1922   | Libéral         | Lloyd George       | Balfour                                 |                                                 |
|                 | Ronald McNeill            |                    | 31 octobre 1922   | 23 janvier 1924   | Conservateur    |                    | Balfour                                 | Law                                             |
| Curzon          | Ronald McNeill            |                    | 31 octobre 1922   | 23 janvier 1924   | Conservateur    |                    |                                         | Law                                             |
|                 | Ronald McNeill            | Baldwin            | 31 octobre 1922   | 23 janvier 1924   | Conservateur    |                    |                                         |                                                 |
|                 | Arthur Ponsonby           |                    | 23 janvier 1924   | 11 novembre 1924  | Travailliste    |                    | MacDonald                               | MacDonald                                       |
|                 | Ronald McNeill            |                    | 11 novembre 1924  | 7 décembre 1925   | Conservateur    |                    | Baldwin                                 | Chamberlain                                     |
|                 | Godfrey Locker-Lampson    |                    | 7 décembre 1925   | 11 juin 1929      | Conservateur    |                    | Baldwin                                 | Chamberlain                                     |
|                 | Hugh Dalton               |                    | 11 juin 1929      | 3 septembre 1931  | Travailliste    |                    | MacDonald                               | Henderson                                       |
|                 | Anthony Eden              |                    | 3 septembre 1931  | 18 janvier 1934   | Conservateur    |                    | MacDonald                               | Isaacs                                          |
| Simon           | Anthony Eden              |                    | 3 septembre 1931  | 18 janvier 1934   | Conservateur    |                    | MacDonald                               |                                                 |
|                 | James Stanhope            |                    | 18 janvier 1934   | 16 juin 1936      | Conservateur    |                    | MacDonald                               |                                                 |
|                 | James Stanhope            | Baldwin            | 18 janvier 1934   | 16 juin 1936      | Conservateur    | Hoare              |                                         |                                                 |
| Eden            | James Stanhope            | Baldwin            | 18 janvier 1934   | 16 juin 1936      | Conservateur    |                    |                                         |                                                 |
|                 | Robert Gascoyne-Cecil     |                    | 18 juin 1935      | 20 février 1938   | Conservateur    |                    | Baldwin (1935–37) Chamberlain (1937–40) | Eden (1935–38) Wood (1938–40)                   |
|                 | Ivor Windsor-Clive        |                    | 30 juillet 1936   | 12 mai 1940       | Conservateur    |                    | Baldwin (1935–37) Chamberlain (1937–40) | Eden (1935–38) Wood (1938–40)                   |
|                 | Rab Butler                |                    | 25 février 1938   | 20 juillet 1941   | Conservateur    |                    | Chamberlain                             | Wood                                            |
|                 | Rab Butler                | Churchill          | 25 février 1938   | 20 juillet 1941   | Conservateur    |                    |                                         | Wood                                            |
| Eden            | Rab Butler                |                    | 25 février 1938   | 20 juillet 1941   | Conservateur    |                    |                                         |                                                 |
|                 | Richard Law               |                    | 20 juillet 1941   | 25 septembre 1943 | Conservateur    |                    |                                         |                                                 |
|                 | George Hall               |                    | 25 septembre 1943 | 26 mai 1945       | Travailliste    |                    |                                         |                                                 |
|                 | Alec Douglas-Home         |                    | 26 mai 1945       | 26 juillet 1945   | Conservateur    |                    |                                         |                                                 |
|                 | Simon Fraser              |                    | 26 mai 1945       | 26 juillet 1945   | Conservateur    |                    |                                         |                                                 |
|                 | Hector McNeil             |                    | 4 août 1945       | 4 octobre 1946    | Travailliste    |                    | Attlee                                  | Bevin                                           |
|                 | Christopher Mayhew        |                    | 4 octobre 1946    | 2 mars 1950       | Travailliste    |                    | Attlee                                  | Bevin                                           |
|                 | William Henderson         |                    | 7 juin 1948       | 26 octobre 1951   | Travailliste    |                    | Attlee                                  | Bevin                                           |
|                 | Ernest Davies             |                    | 2 mars 1950       | 26 octobre 1951   | Travailliste    |                    | Attlee                                  | Bevin                                           |
| Morrison        | Ernest Davies             |                    | 2 mars 1950       | 26 octobre 1951   | Travailliste    |                    | Attlee                                  |                                                 |
|                 | Gerald Isaacs             |                    | 31 octobre 1951   | 11 novembre 1953  | Conservateur    |                    | Churchill                               | Eden                                            |
|                 | Anthony Nutting           |                    | 31 octobre 1951   | 18 octobre 1954   | Conservateur    |                    | Churchill                               | Eden                                            |
|                 | Douglas Dodds-Parker      |                    | 11 novembre 1953  | 18 octobre 1954   | Conservateur    |                    | Churchill                               | Eden                                            |
|                 | Robin Turton              |                    | 18 octobre 1954   | 20 décembre 1955  | Conservateur    |                    | Churchill (1954–55) Eden (1955–56)      | Eden (1954–55) Macmillan (1955) Lloyd (1955–56) |
|                 | John Hope                 |                    | 18 octobre 1954   | 9 novembre 1956   | Conservateur    |                    | Churchill (1954–55) Eden (1955–56)      | Eden (1954–55) Macmillan (1955) Lloyd (1955–56) |
|                 | Douglas Dodds-Parker      |                    | 20 décembre 1955  | 9 janvier 1957    | Conservateur    |                    | Eden                                    | Lloyd                                           |
|                 | David Ormsby-Gore         |                    | 9 novembre 1956   | 9 janvier 1957    | Conservateur    |                    | Eden                                    | Lloyd                                           |
|                 | Ian Harvey                |                    | 18 janvier 1957   | 24 novembre 1958  | Conservateur    |                    | Macmillan                               | Lloyd                                           |
|                 | Archibald Acheson         |                    | 18 janvier 1957   | 23 octobre 1958   | Conservateur    |                    | Macmillan                               | Lloyd                                           |
|                 | George Petty-Fitzmaurice  |                    | 23 octobre 1958   | 20 avril 1962     | Conservateur    |                    | Macmillan                               | Lloyd                                           |
| Douglas-Home    | George Petty-Fitzmaurice  |                    | 23 octobre 1958   | 20 avril 1962     | Conservateur    |                    | Macmillan                               |                                                 |
|                 | John Profumo              |                    | 28 novembre 1958  | 16 janvier 1959   | Conservateur    | Lloyd              | Macmillan                               |                                                 |
|                 | Robert Allan              |                    | 16 janvier 1959   | 7 octobre 1960    | Conservateur    | Lloyd              | Macmillan                               |                                                 |
|                 | Joseph Godber             |                    | 28 octobre 1960   | 27 juin 1961      | Conservateur    | Douglas-Home       | Macmillan                               |                                                 |
|                 | Peter Thomas              |                    | 27 juin 1961      | 27 juin 1963      | Conservateur    | Douglas-Home       | Macmillan                               |                                                 |
|                 | Peter Smithers            |                    | 16 juillet 1962   | 29 janvier 1964   | Conservateur    | Douglas-Home       | Macmillan                               |                                                 |
|                 | Peter Smithers            | Douglas-Home       | 16 juillet 1962   | 29 janvier 1964   | Conservateur    | Butler             |                                         |                                                 |
|                 | Robert Mathew             | Douglas-Home       |                   | 30 janvier 1964   | Conservateur    | Butler             | 16 octobre 1964                         |                                                 |
|                 | Henry Walston             |                    | 20 octobre 1964   | 7 janvier 1967    | Travailliste    |                    | Wilson                                  | Walker                                          |
| Stewart         | Henry Walston             |                    | 20 octobre 1964   | 7 janvier 1967    | Travailliste    |                    | Wilson                                  |                                                 |
| Brown           | Henry Walston             |                    | 20 octobre 1964   | 7 janvier 1967    | Travailliste    |                    | Wilson                                  |                                                 |
|                 | Bill Rodgers              |                    | 7 janvier 1967    | 3 juillet 1968    | Travailliste    |                    | Wilson                                  |                                                 |
|                 | Maurice Foley             |                    | 3 juillet 1968    | 17 octobre 1968   | Travailliste    | Stewart            | Wilson                                  |                                                 |

## Sous-secrétaires d'État parlementaires aux affaires étrangères et au Commonwealth de 1968 à nos jours
| Nom                   | Nom                                                                             | Portrait | Mandat            | Mandat            | Parti Politique | P.M.            | P.M.         | F.Sec.                            |
| --------------------- | ------------------------------------------------------------------------------- | -------- | ----------------- | ----------------- | --------------- | --------------- | ------------ | --------------------------------- |
|                       | Maurice Foley                                                                   |          | 17 octobre 1968   | 19 juin 1970      | Labour          |                 | Wilson       | Stewart                           |
|                       | William Whitlock                                                                |          | 17 octobre 1968   | 13 octobre 1969   | Labour          |                 | Wilson       | Stewart                           |
|                       | Evan Luard                                                                      |          | 13 octobre 1969   | 19 juin 1970      | Labour          |                 | Wilson       | Stewart                           |
|                       | Anthony Royle                                                                   |          | 24 juin 1970      | 8 janvier 1974    | Conservateur    |                 | Heath        | Douglas-Home                      |
|                       | Peter Kerr                                                                      |          | 24 juin 1970      | 9 avril 1972      | Conservateur    |                 | Heath        | Douglas-Home                      |
|                       | Anthony Kershaw                                                                 |          | 15 octobre 1970   | 5 juin 1973       | Conservateur    |                 | Heath        | Douglas-Home                      |
|                       | Peter Blaker                                                                    |          | 8 janvier 1974    | 4 mars 1974       | Conservateur    |                 | Heath        | Douglas-Home                      |
|                       | Goronwy Roberts                                                                 |          | 8 mars 1974       | 4 décembre 1975   | Travailliste    |                 | Wilson       | Callaghan                         |
|                       | Joan Lestor                                                                     |          | 8 mars 1974       | 12 juin 1975      | Travailliste    |                 | Wilson       | Callaghan                         |
|                       | Ted Rowlands                                                                    |          | 12 juin 1975      | 14 avril 1976     | Travailliste    |                 | Wilson       | Callaghan                         |
|                       | John Tomlinson                                                                  |          | 17 mars 1976      | 4 mai 1979        | Travailliste    |                 | Callaghan    | Crosland (1976–77) Owen (1977–79) |
|                       | Evan Luard                                                                      |          | 14 avril 1976     | 4 mai 1979        | Travailliste    |                 | Callaghan    | Crosland (1976–77) Owen (1977–79) |
|                       | Richard Luce                                                                    |          | 6 mai 1979        | 14 septembre 1981 | Conservateur    |                 | Thatcher     | Carrington                        |
|                       | David Trefgarne                                                                 |          | 14 septembre 1981 | 6 avril 1982      | Conservateur    |                 | Thatcher     | Carrington                        |
|                       | Malcolm Rifkind                                                                 |          | 6 avril 1982      | 13 juin 1983      | Conservateur    | Pym             | Thatcher     |                                   |
|                       | Ray Whitney                                                                     |          | 13 juin 1983      | 11 septembre 1984 | Conservateur    | Howe            | Thatcher     |                                   |
|                       | Tim Renton                                                                      |          | 11 septembre 1984 | 2 septembre 1985  | Conservateur    | Howe            | Thatcher     |                                   |
|                       | Tim Eggar                                                                       |          | 2 septembre 1985  | 24 juillet 1989   | Conservateur    | Howe            | Thatcher     |                                   |
|                       | Tim Sainsbury                                                                   |          | 24 juillet 1989   | 24 juillet 1990   | Conservateur    | Major           | Thatcher     |                                   |
| Hurd                  | Tim Sainsbury                                                                   |          | 24 juillet 1989   | 24 juillet 1990   | Conservateur    |                 | Thatcher     |                                   |
|                       | Hon. Mark Lennox-Boyd                                                           |          | 24 juillet 1990   | 20 juillet 1994   | Conservateur    |                 | Thatcher     |                                   |
|                       | Hon. Mark Lennox-Boyd                                                           | Major    | 24 juillet 1990   | 20 juillet 1994   | Conservateur    |                 |              |                                   |
| Office vacant 1994–96 |                                                                                 |          |                   |                   |                 |                 |              |                                   |
|                       | Liam Fox                                                                        |          | 23 juillet 1996   | 1er mai 1997      | Conservateur    |                 | Major        | Rifkind                           |
|                       | Elizabeth Symons                                                                |          | 2 mai 1997        | 28 juin 1999      | Travailliste    |                 | Blair        | Cook                              |
|                       | Patricia Scotland                                                               |          | 28 juillet 1999   | 12 juin 2001      | Travailliste    |                 | Blair        | Cook                              |
|                       | Valerie Amos                                                                    |          | 12 juin 2001      | 13 juin 2003      | Travailliste    | Straw           | Blair        |                                   |
|                       | Ben Bradshaw                                                                    |          | 12 juin 2001      | 29 mai 2002       | Travailliste    | Straw           | Blair        |                                   |
|                       | Mike O'Brien                                                                    |          | 29 mai 2002       | 13 juin 2003      | Travailliste    | Straw           | Blair        |                                   |
|                       | Chris Mullin                                                                    |          | 13 juin 2003      | 10 mai 2005       | Travailliste    | Straw           | Blair        |                                   |
|                       | Lord Triesman                                                                   |          | 10 mai 2005       | 28 juin 2007      | Travailliste    | Straw           | Blair        |                                   |
| Beckett               | Lord Triesman                                                                   |          | 10 mai 2005       | 28 juin 2007      | Travailliste    |                 | Blair        |                                   |
|                       | Meg Munn                                                                        |          | 29 juin 2007      | 5 octobre 2008    | Travailliste    |                 | Brown        | Miliband                          |
|                       | Gillian Merron                                                                  |          | 5 octobre 2008    | 9 juin 2009       | Travailliste    |                 | Brown        | Miliband                          |
|                       | Chris Bryant                                                                    |          | 9 juin 2009       | 11 mai 2010       | Travailliste    |                 | Brown        | Miliband                          |
|                       | Alistair Burt                                                                   |          | 14 mai 2010       | 7 octobre 2013    | Conservateur    |                 | Cameron      | Hague                             |
|                       | Henry Bellingham                                                                |          | 14 mai 2010       | 5 septembre 2012  | Conservateur    |                 | Cameron      | Hague                             |
|                       | Mark Simmonds                                                                   |          | 5 septembre 2012  | 11 août 2014      | Conservateur    |                 | Cameron      | Hague                             |
|                       | Tobias Ellwood                                                                  |          | 12 août 2014      | 14 juin 2017      | Conservateur    | Hammond         | Cameron      |                                   |
|                       | Tobias Ellwood                                                                  | May      | 12 août 2014      | 14 juin 2017      | Conservateur    | Johnson         |              |                                   |
|                       | Alistair Burt                                                                   | May      |                   | 14 juin 2017      | Conservateur    | Johnson         | 25 mars 2019 |                                   |
| Hunt                  | Alistair Burt                                                                   | May      |                   | 14 juin 2017      | Conservateur    |                 | 25 mars 2019 |                                   |
|                       | Andrew Murrison Ministre du Moyen-Orient                                        | May      |                   | 9 mai 2019        | Conservateur    | 13 février 2020 |              |                                   |
|                       | Andrew Murrison Ministre du Moyen-Orient                                        | Johnson  | Raab              | 9 mai 2019        | Conservateur    | 13 février 2020 |              |                                   |
|                       | Wendy Morton Sous-secrétaire d'État parlementaire aux européen et aux Amériques | Johnson  | Raab              |                   | Conservateur    | 13 février 2020 | En fonction  |                                   |